# Pavia Petersen
Pavia Ole Daniel Thor Petersen (21. dubna 1876, Paamiut – ?) byl grónský lovec a zemský rada zasedající v druhé jihogrónské zemské radě.

## Životopis
Pavia Petersen byl synem katechety Larse Apolluse Davida Anderse Petersena (1845–1921) a jeho manželky Lucie Christence Lydie Sabine (1848–1934). Byl starším bratrem skladatele a básníka Jonathana Petersena (1881–1961) a tedy strýcem svého jmenovce, spisovatele Pavii Petersena (1904–1943).
Pavia Petersen se živil jako lovec. V letech 1917 až 1922 zasedal jedno volební období v jihogrónské zemské radě.